# 北町 (下川町)
北町（きたまち）は、北海道上川地方の上川郡下川町にある地名である。郵便番号は098-1212である。

## 地理
下川町の市街地の北部に位置する。地域は住宅地、工業用地、農地、山林として利用されている。東は三の橋、南は名寄川をはさんで西町、幸町、錦町、旭町、緑町、西は上名寄、北は珊瑠に接する。

### 河川
- 名寄川
- サンル川

## 歴史
公区（行政区）としての北町を含む。市街地からみて名寄川をはさんだ対岸で、古くはパンケヌカナン駅逓の放牧地が設けられたことから放牧地（ほうぼくち）と呼ばれ、後には孝進（こうしん）、川向（かわむかい）と呼ばれた。農業地帯として発展してきたが、市街地に近いことから、高校や木工場、住宅地としての利用もある。

### 地名の由来
市街地の北部にあること由来する。

### 沿革
- 1924年（大正13年）1月1日 - 下川村分村に伴い、11字が設置される。
- 1982年（昭和57年） - 農業基盤整備の換地処分に伴い「字下川」が新設される。
- 1984年（昭和59年）4月1日 - 従来の字を改正し、北町が設置される。

### 町名の変遷
| 実施後 | 実施年月日   | 実施前（各字名ともその一部）                         |
| ------ | ------------ | ---------------------------------------------------- |
| 北町   | 1984年4月1日 | 名寄原野、名寄、上名寄原野、上名寄、名寄太原野、下川 |

## 交通

### 道路
- 北海道道60号下川雄武線

## 施設
- 北海道下川商業高等学校
- 下川町農産物加工研究所
- 下川町廃棄物処理場
- 北町会館